# Nicolas Barone
Nicolas Antoine Barone (Parigi, 6 marzo 1931 – Mougins, 31 maggio 2003) è stato un ciclista su strada francese, al Tour de France 1957 indossò per un giorno la Maglia gialla, simbolo del primato in classifica generale e vinse lo speciale ed ambito Premio della Combattività Le sue origini sono italiane e precisamente i suoi genitori provengono da Vasto in provincia di Chieti Abruzzo..
Da professionista conquistò quattro successi, fra cui due edizioni consecutive della Parigi-Camembert, classica del panorama francese, ed ottenuto piazzamenti di primo piano nelle Classiche monumento.

## Palmarès
- 1953 (Dilettanti, una vittoria)

Parigi-Elbeuf
- 1954 (Dilettanti, quattro vittorie)

Parigi-Montereau-Parigi
3ª tappa Route de France
Classifica Generale Route de France
10ª tappa, 1ª semitappa Vuelta y Ruta de Mexico (Irapuato, Cronometro)
- 1957 (Saint Raphael, due vittorie)

4ª tappa Parigi-Nizza (Saint-Étienne > Alès)
5ª tappa Tour de Luxembourg (Diekirch > Esch-sur-Alzette)
- 1958 (Saint Raphael, una vittoria)

Parigi-Camembert
- 1959 (Saint Raphael, una vittoria)

Parigi-Camembert

## Altri successi
- 1955 (Follis-Dunlop, due vittorie)

Criterium di Langon
Prix de la Trinité - Guéret (Criterium)
- 1957 (Saint Raphael, una vittoria)

Premio della Combattività Tour de France
- 1958 (Saint Raphael, due vittorie)

3ª tappa, 1ª semitappa Circuit d'Aquitaine (Villeneuve-sur-Lot > Agen, Cronosquadre)
Cazes-Mondenard-Prix du Chasselas(Criterium)

## Piazzamenti

### Grandi Giri
- Tour de France

1955: 56º
1956: 38º
1957: 40º
1958: ritirato (alla 15ª tappa)

### Classiche monumento
- Milano-Sanremo

1957: 4º (ripreso dal gruppo solo a pochi chilometri dall'arrivo dopo una lunga fuga solitaria)
1958: 10º
- Giro delle Fiandre

1957: 6º
1958: 46º
- Parigi-Roubaix

1955: 17º
1957: 16º
1958: 19º
1959: 51º
- Giro di Lombardia

1955: 11º

### Competizioni mondiali
- Campionato del mondo su strada

Solingen 1954 - In linea dilettanti: 5º